# 白坂町
白坂町（しらさかちょう）は、愛知県瀬戸市東名連区の町名。丁番を持たない単独町名である。

## 地理
- 瀬戸市の南東部に位置する[8]。西を八王子町、北を長谷口町、東を西白坂町、南を南白坂町・凧山町と隣接している[8]。
- 集落は旧三州小原道（県道瀬戸設楽線）沿いにある[8]。
- 曹洞宗雲興寺がある[8]。その周囲は常緑に包まれ、猿投山と岩屋堂を結ぶ東海自然歩道コースが通る愛知高原国定公園に含まれる[8]。

### 河川
- 赤津川 ： 町の南端、南白坂町・凧山町との境界部を西流している。
- 尋所洞川（赤津川支流） ： 町の中央部、雲興寺の西側を南流し、町の南端で赤津川に注ぎ込んでいる。

- 赤津川（白坂町・凧山町境）

### 学区
市立小・中学校に通う場合、学区は以下の通りとなる。また、公立高等学校普通科に通う場合の学区は以下の通りとなる。
| 番・番地等 | 小学校                 | 中学校                 | 高等学校 |
| ---------- | ---------------------- | ---------------------- | -------- |
| 全域       | 瀬戸市立にじの丘小学校 | 瀬戸市立にじの丘中学校 | 尾張学区 |

## 歴史

### 町名の由来
1430年（永享2年）の真毓譲状に「尾張国山田郡飽津保内白坂雲興寺」と見えるように、室町時代からこの辺りは白坂と呼ばれており、町名設定の際にその地名をとってつけられたと推察される。この地は猿投山北山麓に辺り、赤津村地内では雪が最も早く、たくさん積もり、雪の坂道が長く続くところから白坂と呼ばれるようになったという説や、昔からこの坂道はサバ土（陶土）を積んだ牛車がひっきりなしに通るため、いつも白い砂埃が立っていたところから白坂と呼ばれるようになったという説がある。

### 沿革
- 1845年（弘化2年） - 31戸を数える集落があった[11]。
- 1943年（昭和18年）8月9日 - 瀬戸市大字赤津字白坂の一部により、同市白坂町として成立[2]。

## 世帯数と人口
2025年（令和7年）3月1日現在の世帯数と人口は以下の通りである。
| 町丁   | 世帯数 | 人口  |
| ------ | ------ | ----- |
| 白坂町 | 67世帯 | 128人 |

### 人口の変遷
国勢調査による人口の推移
| 1995年（平成7年）  | 222人 | [ 13 ] |  |
| 2000年（平成12年） | 196人 | [ 14 ] |  |
| 2005年（平成17年） | 167人 | [ 15 ] |  |
| 2010年（平成22年） | 170人 | [ 16 ] |  |
| 2015年（平成27年） | 146人 | [ 17 ] |  |
| 2020年（令和2年）  | 133人 | [ 18 ] |  |

### 世帯数の変遷
国勢調査による世帯数の推移。
| 1995年（平成7年）  | 62世帯 | [ 13 ] |  |
| 2000年（平成12年） | 64世帯 | [ 14 ] |  |
| 2005年（平成17年） | 56世帯 | [ 15 ] |  |
| 2010年（平成22年） | 57世帯 | [ 16 ] |  |
| 2015年（平成27年） | 53世帯 | [ 17 ] |  |
| 2020年（令和2年）  | 55世帯 | [ 18 ] |  |

## 交通

### 鉄道
町内に鉄道は走っていない。最寄り駅は名鉄瀬戸線尾張瀬戸駅になる。

### バス
町内にバスは走っていない。最寄りのバス停は、名鉄バス「本地ヶ原線」【10】系統、同「東山線」【11】【12】系統の赤津バス停になる。
※2008年3月31日までは、土曜・休日のみ運行の便（瀬戸駅前 - 古瀬戸 - 赤津 - 雲興寺 系統）があり、白坂町バス停と雲興寺バス停が存在していた。
- 雲興寺バス停跡

### 道路
愛知県道33号瀬戸設楽線 ： 町の南部を東西に通っている。

## 施設
- 雲興寺[8] ： 曹洞宗。盗難除けの守護身である護法性空威徳山神が祀られていることで有名[21]。

- 雲興寺

## その他

### 日本郵便
- 郵便番号 : 489-0017[6]（集配局：瀬戸郵便局[22]）。